# Nicocles reinhardi
Nicocles reinhardi là một loài ruồi trong họ Asilidae. Nicocles reinhardi được Bromley miêu tả năm 1934. Loài này phân bố ở vùng Tân Bắc giới.